# Báo gấm
Báo gấm (Neofelis nebulosa) hay báo mây, (tiếng Anh: Clouded Leopard) là một loài mèo cỡ trung bình trong Họ Mèo, toàn thân dài 60 tới 110 cm (2' - 3'6") và cân nặng khoảng 11 – 20 kg (25 lbs 4oz - 44 lbs). Lông chúng màu nâu hay hung, điểm "hoa" elip lớn, hình dạng không đều, gờ màu sẫm trông giống như đám mây, vì thế tên khoa học và một số tiếng nước ngoài đều nhắc tới "mây". Chúng phân bố từ chân đồi Himalaya qua đất liền Đông Nam Á vào miền nam Trung Quốc. Kể từ năm 2008, chúng được liệt kê là dễ bị tổn thương trong sách đỏ IUCN. Tổng số lượng cá thể trưởng thành nghi ngờ là ít hơn 10.000, với xu hướng đang giảm về số lượng.
Chúng cũng được gọi là báo gấm đất liền để phân biệt với loài báo gấm Sunda (N. diardi) trên đảo Borneo và Sumatra. Báo gấm là biểu tượng của bang Meghalaya ở Ấn Độ.

## Đặc trưng
Báo gấm có thân hình săn chắc và cân đối, có răng nanh thuộc loại nanh dài nhất trong số các loài mèo hiện còn tồn tại. Điều này dẫn đến giả thuyết là chúng săn bắt những động vật có vú lớn sống trên mặt đất. Mặc dù tập tính của loài báo trong thiên nhiên vẫn chưa rõ, báo mây chủ yếu săn bắt các loài động vật có vú sống trên cây, cụ thể là vượn, khỉ đuôi lợn hay khỉ Proboscis, phụ thêm vào là các động vật có vú khác như nai, nhím hay chim chóc và gia súc.
Vì nguồn thức ăn chủ yếu là các động vật sống trên cây, báo gấm giỏi leo trèo. Với bốn chân ngắn và khỏe, lòng bàn chân rộng với đủ móng vuốt sắc đều nhau, tài leo cây của báo mây khó ai bì. Để giữ thăng bằng khi trên tàn cây cao, báo mây có cái đuôi với chiều dài xấp xỉ bằng cả thân. Đáng ngạc nhiên là chúng có thể di chuyển khi treo mình lộn ngược đầu xuống, phía dưới các cành cây và các thân cây nghiêng.

## Phổ biến và sinh sống
Chúng sống ở các khu vực miền nam Trung Quốc, phía đông dãy Himalaya cho đến tận khu vực Đông Nam Á cũng như quần đảo Indonesia. Người ta cho rằng chúng đã bị tuyệt chủng ở Đài Loan. Các khu vực sinh sống ưa thích là các cánh rừng nhiệt đới và cận nhiệt đới với cao độ lên tới 2.000 mét (6.500 ft), tuy nhiên đôi khi người ta cũng nhìn thấy chúng ven các đầm lầy có đước mọc hay đồng cỏ. Hiện có 4 nòi khác nhau được thông báo là có trong các khu vực khác nhau:
- Neofelis nebulosa brachyurus: Đài Loan (tuyệt chủng)
- Neofelis nebulosa diardi: Indonesia: đã được nâng cấp lên thành loài cuối năm 2006, với danh pháp Neofelis diardi.
- Neofelis nebulosa macrosceloides: Nepal tới Miến Điện.
- Neofelis nebulosa nebulosa: Nam Trung Quốc

## Tập tính
Báo gấm sống trên cây, và có sự nhanh nhẹn giống như sóc tương tự như mèo rừng Nam Mỹ. Trước đây, báo gấm còn sống phổ biến ở nhiều nước thuộc châu Á, giờ đây trong điều kiện bị giam cầm, báo gấm có thói quen treo mình bằng hai chân sau và cái đuôi dài đu đưa để giữ cân bằng, treo ngược đầu xuống trên thân cây, giờ còn rất ít. Người ta biết rất ít về tập tính của chúng trong tự nhiên, nhưng giả thiết rằng chúng là những con thú sống chủ yếu trên cây và thích săn mồi theo cách chộp con mồi bằng cách nhảy từ trên cây xuống.
Nơi cư trú của chúng cũng không được biết nhiều vì bản chất bí mật của chúng. Vì không có chứng cứ về thói quen tạo bầy đàn như sư tử, người ta cho rằng chúng sống cô độc. Có lẽ chúng chỉ tiếp cận với những con báo gấm khác khi tham gia vào các hoạt động sinh sản hay nuôi con nhỏ. Trước đây, người ta cho rằng chúng chỉ hoạt động về đêm, nhưng hiện nay người ta đã thấy chúng đi lại kể cả ban ngày.

## Sinh sản
Báo gấm cái đẻ một lần từ 1 tới năm con non sau khi mang thai khoảng 85 đến 93 ngày. Các con non yếu ớt và chưa mở mắt, giống như con non của các loài mèo khác. Không giống như con đã trưởng thành, các đốm của con non có màu sẫm. Sau khi sinh khoảng 10 ngày, chúng có thể nhìn được và hoạt động được sau khoảng 5 tuần, có thể sau khoảng 10 tháng tuổi thì chúng trở thành các cá thể độc lập. Báo gấm đạt đến độ tuổi sinh sản sau 2 năm và con cái có thể mang thai mỗi năm một lần. Báo gấm bị giam cầm có thể sống tới 17 năm: trong tự nhiên, chúng có thể có tuổi thọ thấp hơn. Các thông số này cho hy vọng rằng báo gấm có thể tăng trưởng về mặt số lượng nếu có sự quản lý tốt.
Mặc cho các thông số trên, trong giai đoạn đầu của chương trình sinh sản trong điều kiện giam cầm đã thu được thành tựu nhỏ nhoi, chủ yếu là do con cái hay bị những con đực hung dữ giết chết. Tuy nhiên, kinh nghiệm của những người nuôi báo gấm cho thấy các cặp báo gấm được cho gần gũi trong giai đoạn sớm thì đạt được kết quả khả quan trong giao phối.

## Bảo tồn và các mối đe dọa
Vì rất khó xác định nơi cư trú của báo gấm, các ước tính tin cậy về số lượng báo gấm là không có. Nơi cư trú bị thu hẹp chủ yếu là do sự tàn phá rừng nặng nề cũng như việc săn bắn để làm thuốc theo y học cổ truyền. Điều này làm suy giảm số lượng báo gấm.
CITES, tức Hiệp ước về buôn bán quốc tế các loài động, thực vật hoang dã đang gặp nguy hiểm, đưa báo gấm vào các loài của phụ lục I. Điều này có nghĩa là báo gấm nằm trong số các loài đang gặp nguy hiểm nhất. Hiệp ước cấm buôn bán quốc tế các loài thuộc phụ lục I, trừ những trường hợp đơn lẻ như nghiên cứu khoa học. Nước Mỹ cũng đưa báo gấm vào trong Chứng thư các loài đang gặp nguy hiểm, nhằm ngăn chặn việc buôn bán báo gấm hay các bộ phận cơ thể chúng. Trong các quốc gia có báo gấm sinh sống thì việc săn báo gấm cũng bị cấm, nhưng các biện pháp này có lẽ chưa đem lại hiệu quả đáng kể.